# 恒吉村
恒吉村（つねよしむら）は、鹿児島県囎唹郡に存在した村。現在の曽於市南西端にあたる。

## 地理
大隅半島の北部で、菱田川支流の月野川、前川の流域に位置していた。

## 歴史
- 1889年（明治22年）4月1日 - 町村制の施行に伴い、東囎唹郡長江村、須田木村、大谷村、坂元村の区域より恒吉村が成立[2][3]。
- 1897年（明治30年）4月1日 - 所属が囎唹郡に変更[4]。
- 1955年（昭和30年）1月20日 - 囎唹郡岩川町、月野村と新設合併し、大隅町が発足[2][3]。同日恒吉村廃止。